# 周渔的火车
《周渔的火车》是中国大陆于2001年至2002年拍摄的情感类电影。改编自北村的作品《周渔的喊叫》。

## 剧情梗概
周渔是个善良的女孩。她每周都要坐火车去看望清贫的诗人陈清。她奔波在铁路线上，同时也奔波在两份情感之间。

## 制作人员
- 导演：孙周
- 编剧：北村、孙周、张梅

## 演员名单
梁家辉饰演陈清；巩俐饰演周渔；孙红雷饰演张强。